# Marc Choisnard
Marc Joseph Martin Choisnard (né le 22 mars 1879 à Paris 6e et décédé le 6 janvier 1966 à Évecquemont) est un peintre français et professeur au Collège Stanislas (Paris). Son père, Félix Choisnard (Valence 1846-1924), était aquarelliste, élève d'Emmanuel Lansyer. Il avait épousé Louise Foucault (1881-1970).
Marc Choisnard a notamment illustré des œuvres religieuses, crée les verrières pour l'église d'Einville avec Félix Gaudin, et des cartons de vitraux avec Jean Gaudin et Charles Champigneulle.
En 1930, il réalisa trente tableaux de mission (Taolennou comme en utilisaient Michel Le Nobletz ou le Père Maunoir), conservés à l'évêché de Quimper.